# تيري أولدفيلد
تيري أولدفيلد (بالإنجليزية: Terry Oldfield)‏ (1 أبريل 1939 ببرستل في المملكة المتحدة - ) هو لاعب كرة قدم بريطاني في مركز الهجوم. لعب مع نادي بريستول روفيرز ونادي ريكسهام.

## وصلات خارجية
- تيري أولدفيلد على موقع قاعدة بيانات كرة القدم.إي يو (الإنجليزية)